# Apertúra
Az Apertúra. Film–Vizualitás–Elmélet több mint egy évtizedes múlttal rendelkező, 2005 őszétől megjelenő negyedéves online periodika, melynek elsődleges profilját a filmtudomány határozza meg, de interdiszciplináris meghatározottságánál fogva rendszeresen közöl írásokat a tág értelemben vett vizuális kultúra területéről is. Az Apertúra egyedülálló szerepet tölt be ma Magyarországon az elektronikus filmtudományos tartalmak szolgáltatásában, hiszen egyedi módon ötvözi a tudományosságnak, az interdiszciplinaritásnak és az oktatásnak a szempontjait, különös tekintettel a felsőoktatásra:
1. Az alapkutatáshoz szükséges és szakmailag lektorált forrásokat, anyagokat tesz közzé a szakemberek, egyetemi oktatók és kutatók, valamint a hallgatók számára.
2. A diszciplínák közti átjárhatóság a folyóirat által választott megközelítések komplexitásából következik. Így például a filmtudomány mellett helyet kap a vizuális kultúra, a médiumelméletek, a performancia kutatások, narratológia, színházelmélet, pszichoanalízis, muzeológia, kulturális antropológia, posztkolonializmus, adaptációkutatás, irodalomelmélet, testelméletek, technikatörténet stb.
3. Az említett társterületeket és diszciplínákat reprezentáló eredeti tanulmányok és fordítások gyakran olyan tematikus számok keretében jelennek meg a folyóiratban, amelyekben Magyarországon először kerül bemutatásra egy-egy tudományos megközelítés vagy paradigmaváltó írás.
4. A folyóirat összkulturális jellegéről tanúskodik, hogy a filmművészet és a tömegfilm kérdései mellett a tágabban vett vizuális kultúra különböző médiumait és regisztereit is vizsgáljuk, mint például a fotográfia, képregény, karikatúra, animáció, opera, experimentalizmus és avantgárd, valamint rendszeresen közlünk írásokat a színházművészetről, az irodalmi adaptációkról, kép és hang, kép és szöveg médiakonfigurációiról.
5. A folyóirat a nemzeti kultúra értékeit teszi hozzáférhetővé, amennyiben a.) jelentős mértékben hozzájárul a magyar filmművészet kanonizált és kortárs alkotásainak tudományos és kritikai elemzéséhez, b.) úttörő szerepet tölt be a magyar filmesztétika és magyar korai filmelmélet eredményeinek eddig feltérképezetlen bemutatásában és a forrásfeltárásban (például több tematikus összeállítás középpontjába Balázs Béla filmelmélete áll), c.) a magyar kutatók meghatározó írásainak angolra fordítása növeli nemzetközi ismertségüket.
6. Számos tudományegyetem és főiskola oktatási segédanyagként használja az Apertúra tanulmányait, felvéve azokat kurzusainak a kötelező olvasmánylistájába.
7. A folyóirat összes anyaga, beleértve az archivált számokat is, mindenki számára ingyenesen hozzáférhető.

Az elektronikus formátummal a folyóirat megtartotta a nyomtatott forma jellegzetességeit, és összekapcsolta azokat az internet adta előnyökkel (gyors és ingyenes hozzáférés, kereshetőség, állóképi és mozgóképi illusztrációk, linkajánló). A folyóiratnak kb. havi 15-20 000 egyedi látogatója van.
A folyóirathoz beküldött írásokat egy anonim szakmai lektor, valamint egy szerkesztőségi tag bírálja el.
Az Apertúra testvéroldala az Apertúra Magazin, melyet 2009 februárjában hoztak létre. A Magazinon kritikák, esszék olvashatók.